# Sissy Mayerhoffer

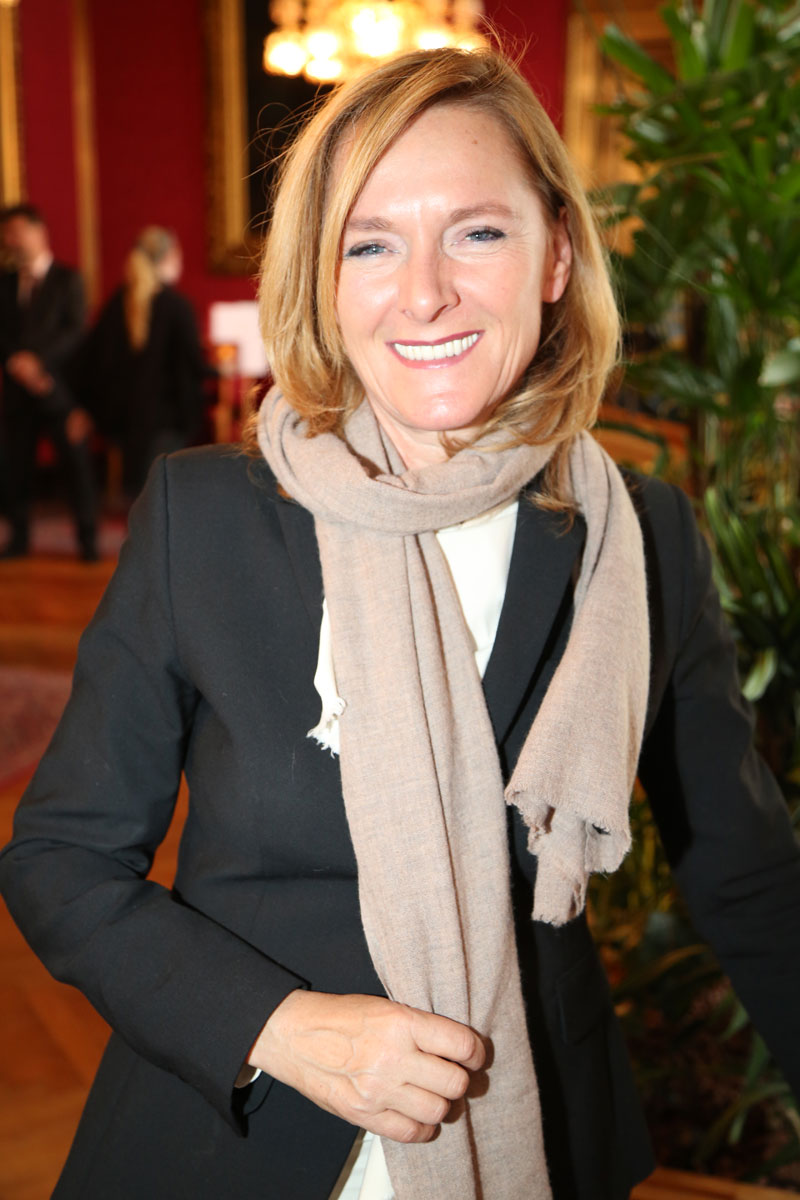
Sissy Mayerhoffer (2013)

Elisabeth (Sissy) Mayerhoffer (* 12. Mai 1955 in Wien; † 7. oder 8. Juni 2018) war eine österreichische Rundfunkmanagerin. Beim ORF war sie als kaufmännische Direktorin und zuletzt als Leiterin der Abteilung Humanitarian Broadcasting tätig. In letzterer Funktion galt sie als „oberste Spendensammlerin des ORF“.

## Leben
Mayerhoffer wuchs in Perchtoldsdorf auf. Ihre Mutter hatte einen Weinbaubetrieb, ihr Vater war der Architekt Paul Katzberger. Nach der Absolvierung der Volks- und Hauptschule und der HBLA für wirtschaftliche Frauenberufe in Wiener Neustadt schloss Mayerhoffer die Schulkarriere 1976 mit der Matura. Anschließend studierte sie Ethnologie und Kunstgeschichte an der Universität Wien.

### Berufliche Tätigkeit
Anfang 1979 begann sie als freie Mitarbeiterin beim ORF in verschiedenen Funktionen (Regieassistenz, Redaktion, Administration, Regie und Gestaltung). Zwischen 1986 und 1989 arbeitete sie in der Privatwirtschaft.
1992 kehrte Mayerhoffer ins Mediengeschäft zurück, zunächst als Producerin bei Rudolf Klausnitzer, dann beim Marketing des Senders Ö3. In den Jahren 1995 und 1996 leitete sie die Abteilung Öffentlichkeitsarbeit und Organisation in der Bundesparteizentrale der ÖVP. Von Februar 1996 zum Ende der Wahlperiode im Jahr 2000 saß sie für die ÖVP im Gemeinderat der Marktgemeinde Perchtoldsdorf. Ab 1996 fungierte Mayerhoffer als Leiterin des Marketings von Hitradio Ö3 und als Geschäftsführerin den Club Ö3. 1999 übernahm sie die Stabstelle Marketing in der Generalintendanz des ORF und trat in die Geschäftsführung der ORF-Tochtergesellschaft ORF-Enterprise. Ab dem Jahr 2002 war sie Geschäftsführerin der Verlagsgruppe News mit Zuständigkeit für Marketing, Vertrieb und Abo, ab 2005 leitete sie als Geschäftsführerin den Bereich Verlagsgruppe News Medienservice.
2007 kehrte Mayerhoffer in den ORF zurück, und zwar bis 2009 als Kaufmännische Direktorin des ORF als erste Frau in dieser Funktion. In diesem Zeitraum war sie Mitglied des Aufsichtsrats der ORF Enterprise, der Gebühren Info Service GmbH und Mitglied des Vorstands der Austria Presse Agentur. Ab 2010 war sie Leiterin des Humanitarian Broadcast des ORF. Diese Abteilung zeichnet für die Koordination der humanitären Aufgaben des ORF verantwortlich (Nachbar in Not, Licht ins Dunkel, Rat auf Draht, Helfen wie wir, Gebärdendolmetsch, Audiodeskription).
Nach langer schwerer Krankheit starb sie in der Nacht auf den 8. Juni 2018.

## Auszeichnungen
- 2004: Verleihung des Titels Kommerzialrat[8]
- 2011: Silberne Verdienstmedaille des Roten Kreuzes im Rahmen des Europäischen Jahrs der Freiwilligentätigkeit[9]